# Sülfija Tschinschanlo
Sülfija Salacharqysy Tschinschanlo (kasachisch Зүльфия Салахарқызы Чиншанло; russisch Зульфия Салахаровна Чиншанло; * 25. Juli 1993 in Almaty) ist eine kasachische Gewichtheberin dunganischer Herkunft.

## Werdegang
Sülfija Tschinschanlo wurde in Kasachstan geboren und lebte dann viele Jahre in China. Da sie dort nicht in eine Mannschaft aufgenommen wurde, trainierte sie unter unzureichenden Bedingungen auch zu Hause. 2007 zog sie gemeinsam mit Maija Manesa wieder nach Kasachstan, erwarb die Staatsbürgerschaft und gehört seitdem zur Nationalmannschaft.
Sie gewann Silber bei den Asienspielen 2010 Gewichtsklasse bis 53 kg und bei den Olympischen Jugend-Sommerspielen 2010 in der Gewichtsklasse bis 58 kg. Bei den Weltmeisterschaften 2009 und 2011 gewann sie in der Gewichtsklasse bis 53 kg die Goldmedaille. Im Stoßen stellte die damals 16-Jährige mit 129 kg den bis dahin bestehenden Weltrekord der Chinesin Li Ping ein. Bei den Weltmeisterschaften 2011 dominierte sie die Gewichtsklasse bis 53 kg mit 8 kg Vorsprung in der Zweikampfwertung (227 kg) und gewann auch beide Einzeldisziplinen (Reißen: 97 kg). Die dabei erzielten 130 kg im Stoßen stellten einen neuen Weltrekord dar.

## Doping
Wie sich 2016 bei Doping-Nachtestes des Internationalen Olympischen Komitees herausstellte, hatte sich Tschinschanlo ihre goldene Medaille bei den Olympischen Sommerspielen 2012 mit unerlaubten Mitteln verschafft. Ihr wurde diese Medaille aberkannt.